# José Antonio Redondo Ramos
José Antonio Redondo Ramos (Alcázar de San Juan, 5 de març de 1985) fou un ciclista espanyol, que va ser professional del 2005 al 2009.
El 2009 va ser suspès per 2 anys degut a un control positiu per Metiltestosterona.

## Palmarès

### Resultats a la Volta a Espanya
- 2006. 47è de la classificació general